# ۲۰۷ (قمری)
۲۰۷ (قمری)، دویست و هفتمین سال در گاهشماری هجری قمری است. اول محرم این سال برابر با سی و یکم مه سال ۸۲۲ میلادی است.

## درگذشتگان
- ۲۳ جمادی‌الثانی، قتل طاهر بن حسین ملقب به «طاهر ذوالیمینین» مؤسس سلسله طاهری در ایران، به دست مأمون

## وابسته
- طلحه بن طاهر